# Apprendista
L'apprendista, nel diritto del lavoro italiano, è una persona che svolga una data attività lavorativa a seguito della stipulazione di un contratto di apprendistato.

## Disciplina normativa
La legge Biagi delegava il governo a riordinare e razionalizzare i contratti e contenuto formativo e, nel rispetto dei criteri del pacchetto Treu. In attuazione della legge delega, il d.lgs 10 settembre 2003, n. 276, agli articoli da 47 a 53, prevedeva tre tipologie contrattuali di apprendistato professionalizzanti:
- contratto di apprendistato per adempiere il diritto-dovere di istruzione e formazione;
- contratto di apprendistato professionalizzanti per il conseguimento di una qualificazione fa attraverso formazione sul lavoro e apprendimento tecnico-professionale;
- contratto di apprendistato per acquisire un diploma o per percorsi di alta formazione.

### Requisiti
A seguito dell'accordo del 2 luglio 2004, fra Confcommercio, CGIL e CISL e UIL il datore di lavoro che intenda assumere apprendisti deve presentare domanda corredata del piano formativo alla commissione dell'ente bilaterale che esprimerà il parere di conformità della domanda alle norme del contratto collettivo nazionale di lavoro.
Possono essere assunti con contratto di apprendistato professionalizzante i giovani di età compresa tra i 18 e i 29 anni, oppure a partire dal compimento dei 17 anni se sono in possesso di una qualifica professionale conseguita fra quelle previste dalla legge.
Riguardo al numero degli apprendisti e la legge conferma che datore di lavoro non possono superare il 100% delle maestranze specializzate e qualificate servizio. L'accordo per il terziario vincola l'assunzione di apprendisti al mantenimento servizio di almeno 70% dei lavoratori il cui contratto sia venuto a scadere nei 24 mesi precedenti salvo ne sia scaduto uno soltanto.

### Durata
La durata del periodo di apprendistato è fissata dagli accordi di settore in base alla qualifica da conseguire, al titolo di studio, ai crediti professionali e formativi acquisiti, e al bilancio di competenze realizzato da soggetti pubblici e dalle scuole edili accreditate.
Il contratto nazionale dei chimici del 28 maggio 2004 prevede che il periodo di apprendistato possa durare da un minimo di due anni per i soggetti in possesso di laurea coerente con la professionalità a conseguire fino quattro anni per i soggetti in possesso di diploma di scuola media inferiore o superiore, non coerente con la progressione.
Nelle imprese del settore terziario può variare dai 24 mesi per il livello più basso, il sesto, ai 48 per l'acquisizione di professionalità elevate; mentre, nell'industria calzaturiera varia dai 42 mesi per i livelli inferiori al 72 per l'VIII livello. La formazione è intesa anche in affiancamento oppure on the job.

## Benefici contributivi
I benefici contributivi sono ottenibili soltanto dietro effettiva erogazione della formazione.
In caso di inadempienza dipendente dal datore di lavoro, questi è tenuto a corrispondere la differenza fra la contribuzione versata e quella pienamente spettante, maggiorata di una sanzione del 100.

### Fruizione delle ore e inquadramento

#### Chimica
Le materie strettamente collegate alla realtà aziendale alla professione da svolgere sono prioritariamente oggetto di formazione interna. Le 120 ore anno di formazione previste dal decreto n.276/2003 devono intendersi come ore annue medie.
I dipendenti sono inquadrati con una categoria inferiore rispetto a quella relativa alla professionalità ad acquisire.
Per la durata del contratto non viene corrisposto alcuna indennità di posizione organizzativa.
Per il settore lubrificanti-GPL, le categorie inferiori possono essere due livelli.

#### Terziario
Rientrano nel conteggio delle 120 ore anno di formazione e anche le attività svolte presso più datore di lavoro va o istituti di formazione accreditati.
I dipendenti hanno un inquadramento di due livelli inferiore per la prima metà del periodo di apprendistato e di un livello per la seconda metà.

#### Edile
La formazione è normalmente svolta presso la Scuola Edile locale.
L'impegno formativo è ridotto 80 ore e per gli apprendisti in possesso di attestato di qualifica professionale idonea l'attività da svolgere e, comprensive della formazione destinata alla sicurezza.
L'apprendista è inquadrato al primo livello per il conseguimento del secondo e terzo livello; al secondo livello per il conseguimento del quarto; al terzo livello per il conseguimento del quinto.

#### Calzature
L'inquadramento al trattamento economico avvengono: nel primo periodo di apprendistato professionalizzante e due livelli sotto quello di destinazione finale; nel secondo periodo: un livello sotto; nel terzo e ultimo periodo, inquadramento al livello di destinazione finale.

## Terminologia alternativa

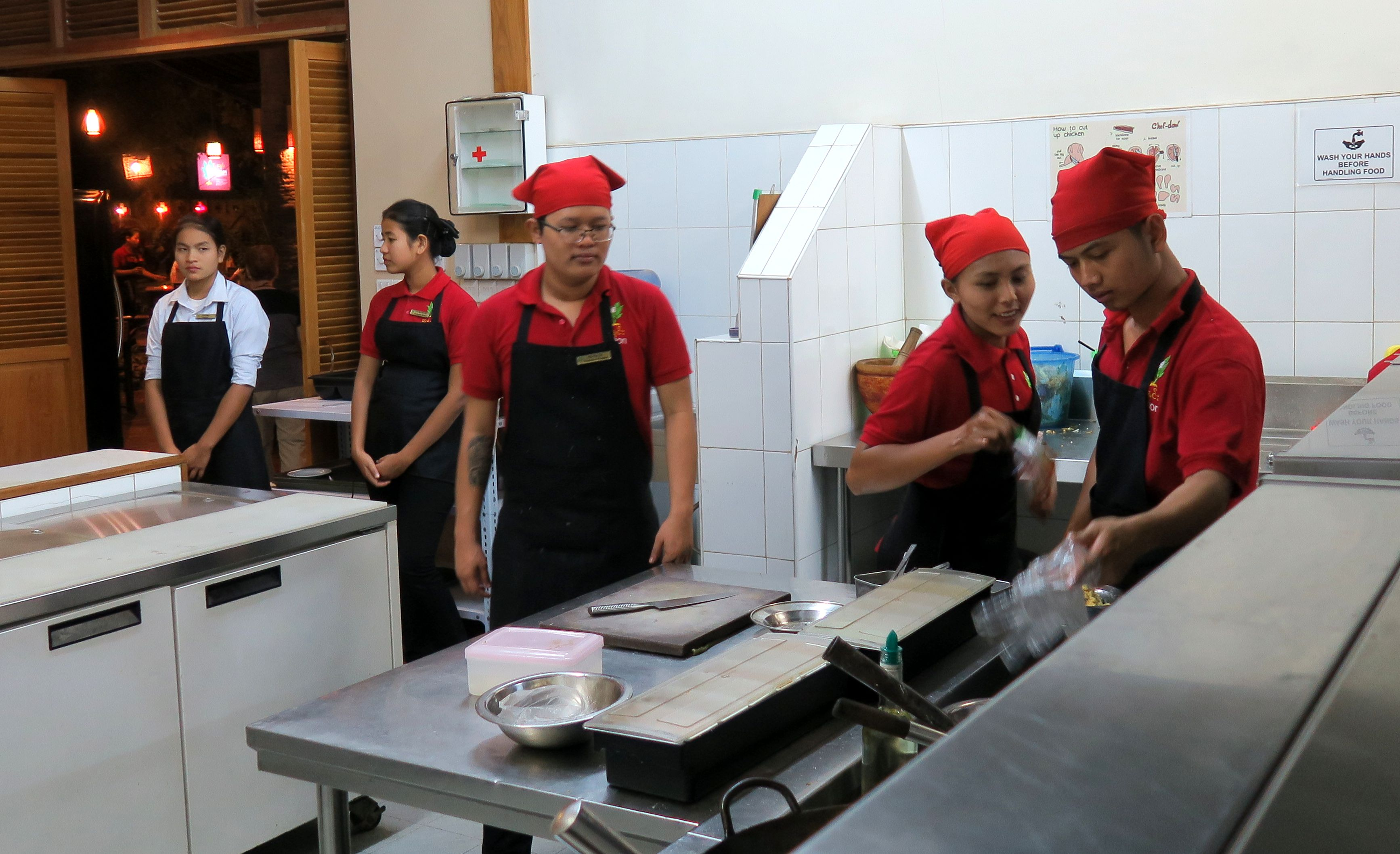
Studenti in un ristorante di formazione professionale, Bagan (Myanmar).

Non esiste un consenso globale su un unico termine per l’apprendistato. A seconda della cultura, del paese e del settore, i termini apprendistato, stage e tirocinio vengono utilizzati con definizioni identiche o simili. Gli ultimi due termini possono essere preferiti nel settore sanitario. Un esempio sono gli stage in medicina per medici e i tirocini per infermieri – e nei paesi occidentali. L'apprendistato è il termine preferito dalla Commissione Europea e quello scelto per essere utilizzato dal Centro Europeo per lo Sviluppo della Formazione Professionale (CEDEFOP), che ha sviluppato numerosi studi sull'argomento. Alcuni paesi extraeuropei adattano le pratiche europee di apprendistato.

## Storia

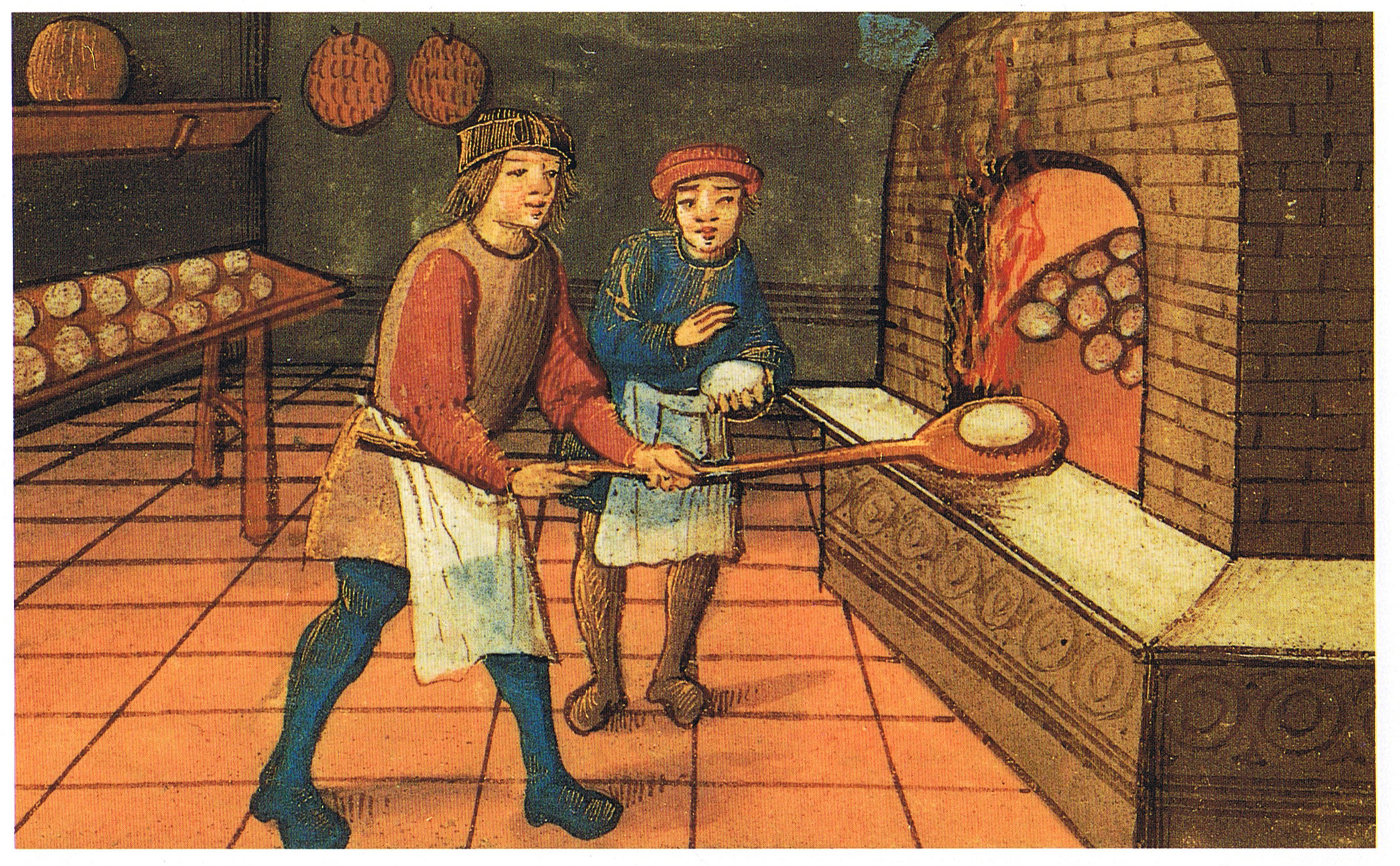
Un fornaio medievale con il suo apprendista. Biblioteca Bodleiana di Oxford, Inghilterra.

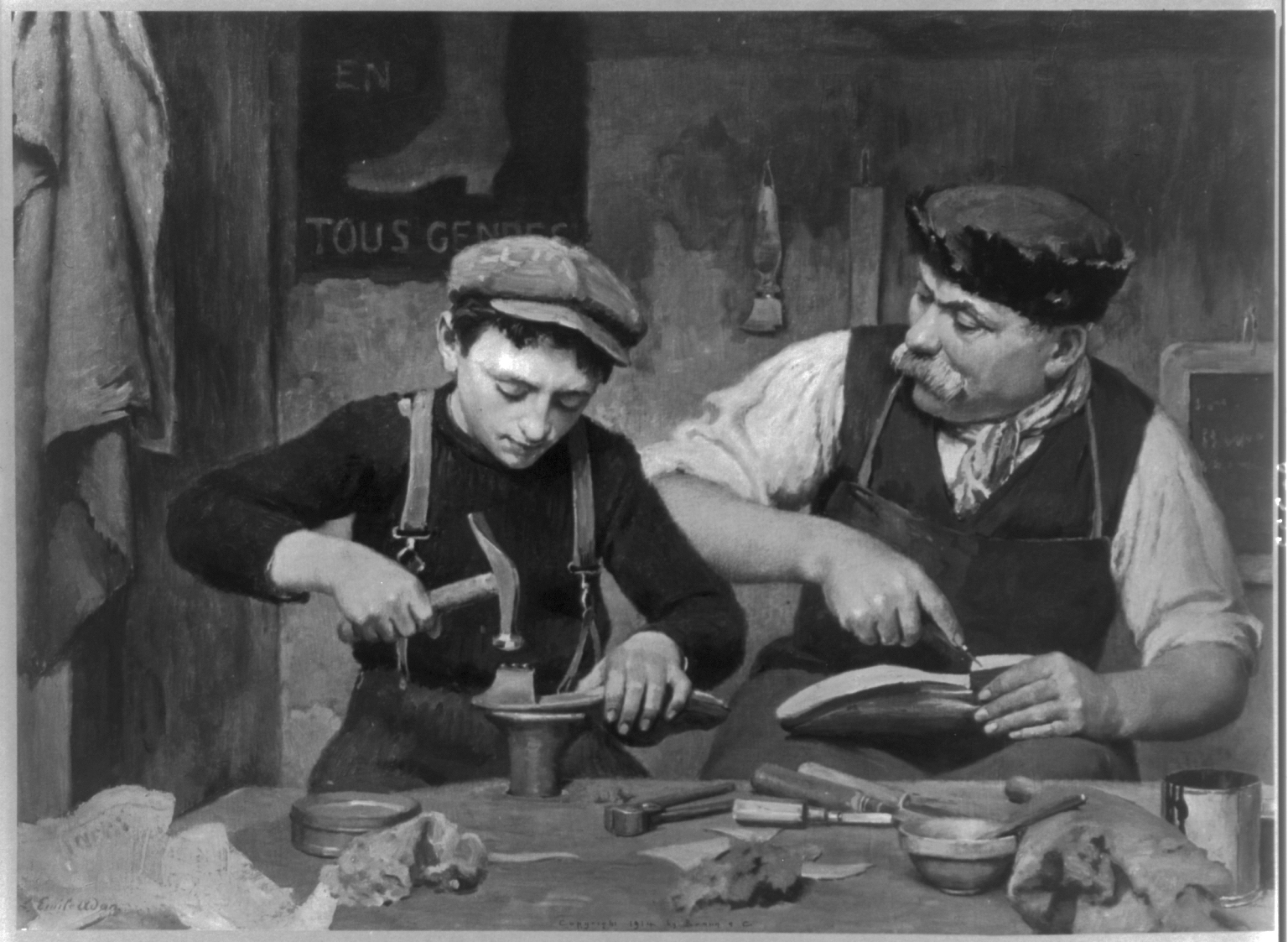
Un calzolaio e il suo apprendista, 1914 circa.

Il sistema di apprendistato si sviluppò per la prima volta nel tardo Medioevo e venne supervisionato dalle corporazioni artigiane e dalle amministrazioni cittadine. Un maestro artigiano aveva il diritto di impiegare i giovani come forma di lavoro poco costosa in cambio di vitto, alloggio e formazione nel mestiere. La maggior parte degli apprendisti erano maschi, ma sono state trovate apprendiste donne in mestieri come sarto, calzolaio, fornaio e cartolaio. Gli apprendisti di solito iniziavano all'età di dieci-quindici anni e vivevano nella casa del maestro artigiano. Il rapporto legale tra l'artigiano, l'apprendista e, in generale, i genitori dell'apprendista sarebbe spesso regolato da un contratto. La maggior parte degli apprendisti aspiravano a diventare essi stessi maestri artigiani al termine del loro contratto (di solito un periodo di sette anni), ma alcuni trascorrevano del tempo come operaio e una percentuale significativa non avrebbe mai acquisito un proprio laboratorio. A Coventry coloro che completavano un apprendistato di sette anni presso mercanti di stoffa avevano il diritto di diventare uomini liberi della città.
L'apprendistato fu adottato nell'esercito del Regno di Dahomey. I soldati nell'esercito venivano reclutati all'età di sette o otto anni, poiché inizialmente servivano come portatori di scudi per i soldati. Dopo anni di apprendistato ed esperienza militare, alle reclute fu permesso di arruolarsi nell'esercito come soldati. Con una combinazione di esperienza militare permanente e incentivi monetari, nel Regno di Dahomey emerse un esercito coeso e ben disciplinato.

## Tipi di apprendistato
Gli apprendistati possono essere suddivisi in due categorie principali: Indipendenti e Cooperativi.
Gli apprendistati indipendenti sono quelli organizzati e gestiti dai datori di lavoro, senza alcun coinvolgimento delle istituzioni educative. Avvengono in modo dissociato da qualsiasi programma formativo, il che significa che, di solito, gli apprendisti non sono coinvolti contemporaneamente in alcun programma educativo ma, anche se lo sono, non esiste alcuna relazione tra gli studi in corso e l'apprendistato.
Gli apprendistati cooperativi sono quelli organizzati e gestiti in collaborazione tra istituti di istruzione e datori di lavoro. Variano in termini di governance, alcuni sono più guidati dal datore di lavoro e altri più guidati dall'istituto scolastico, ma sono sempre associati a un curriculum e sono progettati come un mezzo per consentire agli studenti di mettere in pratica la teoria e padroneggiare la conoscenza in un modo che dia loro potere autonomia professionale. Le loro principali caratteristiche potrebbero essere così riassunte:
|                                | Governance condivisa tra Ente e Datore di lavoro | Governance guidata dall’istituto (ciclo lungo) | Governance guidata dall’istituto (ciclo breve) | Governance guidata dal datore di lavoro                                                                              |
| ------------------------------ | ------------------------------------------------ | ---------------------------------------------- | ---------------------------------------------- | --- |
| Programma educativo            | ISCED 6                                          | ISCED 6                                        | ISCED 6                                        | ISCED 5–6 |
| Tipo di programma              | Integrazione tra istituzione e lavoro            | Istruzione professionale superiore             | Istruzione professionale superiore             | Istruzione professionale superiore                                                                                   |
| Lunghezza media                | 3–4 anni                                         | 2–3 anni                                       | 2–3 anni                                       | 1 anno |
| Teoria/pratica dell'equilibrio | Alternanza di teoria e pratica (50%–50%)         | Tirocini brevi da poche settimane a 6 mesi     | Posizionamenti dal 30 al 40% del curriculum    | Impiegato per un minimo di 30 ore settimanali, il 20% delle ore di apprendimento deve essere svolto fuori dal lavoro |
| Luogo di apprendimento         | Integrazione tra istituzione e lavoro            | Integrazione tra istituzione e lavoro          | Integrazione tra istituzione e lavoro          | Basato sul lavoro |
| Contratto                      | SÌ                                               | SÌ                                             | SÌ                                             | SÌ |

## Sistemi di apprendistato nel mondo

### Australia
Gli apprendistati australiani coprono tutti i settori industriali in Australia e vengono utilizzati per raggiungere obiettivi sia di livello iniziale che di miglioramento delle competenze professionali. Al 31 marzo 2012 gli apprendisti australiani in formazione erano 475.000, con un incremento del 2,4% rispetto all'anno precedente. Potrebbero essere applicabili incentivi per datori di lavoro e dipendenti del governo australiano, mentre i governi statali e territoriali possono fornire sostegno finanziario pubblico per l'elemento formativo dell'iniziativa. Gli apprendistati australiani combinano il tempo trascorso sul lavoro con la formazione formale e possono essere a tempo pieno, part-time o a scuola.
I servizi australiani di apprendistato e tirocinio sono dedicati a promuovere la fidelizzazione, pertanto vengono compiuti molti sforzi per abbinare i candidati al giusto apprendistato o tirocinio. Ciò avviene con l'aiuto di test attitudinali, consigli e informazioni su "come trattenere un apprendista o un apprendistato".
Informazioni e risorse sulle potenziali occupazioni di apprendistato e tirocinio sono disponibili in oltre sessanta settori.
La distinzione tra i termini apprendisti e tirocinanti riguarda principalmente i mestieri tradizionali e il tempo necessario per ottenere una qualifica. Il governo australiano utilizza gli Australian Apprenticeship Centres per amministrare e facilitare gli apprendistati australiani in modo che i finanziamenti possano essere distribuiti alle imprese, agli apprendisti e ai tirocinanti idonei e per sostenere l’intero processo poiché è alla base delle competenze future dell’industria australiana. L'Australia dispone anche di una rete di sicurezza piuttosto insolita per le imprese e gli apprendisti australiani con il suo programma di formazione di gruppo. È qui che le aziende che non sono in grado di impiegare l'apprendista australiano per l'intero periodo fino a quando non ottengono la qualifica, possono affittare o assumere l'apprendista australiano da un'organizzazione di formazione di gruppo. Si tratta di una rete di sicurezza, perché la Group Training Organization è il datore di lavoro e garantisce continuità di impiego e formazione all'apprendista australiano.
Oltre a una rete di sicurezza, le Group Training Organisations (GTO) offrono altri vantaggi come un supporto aggiuntivo sia per il datore di lavoro ospitante che per il tirocinante/apprendista attraverso un consulente del settore che visita regolarmente per assicurarsi che il tirocinante/apprendista stia svolgendo il proprio lavoro e obblighi di formazione con il datore di lavoro ospitante.

### Austria
La formazione in apprendistato in Austria è organizzata in un sistema scolastico con parti di formazione a lungo termine. Quindi è possibile ottenere la Maturazione necessaria per entrare all'università. La formazione degli apprendisti in azienda (chiamata WIFI) è integrata dalla frequenza obbligatoria di una scuola professionale a tempo parziale per apprendisti (Berufsschule). Dura da due a quattro anni – la durata varia tra le 250 attività di apprendistato legalmente riconosciute.
Circa il 40% di tutti gli adolescenti austriaci inizia l'apprendistato al termine della scuola dell'obbligo (all'età di 15 anni). Questo numero è stabile dagli anni ’50.
I cinque mestieri più popolari sono: venditore al dettaglio (5.000 persone completano questo apprendistato all'anno), impiegato (3.500/anno), meccanico d'auto (2.000/anno), parrucchiere (1.700/anno), cuoco (1.600/anno). Esistono molti mestieri minori con un numero limitato di apprendisti, come ad esempio "EDV-Systemtechniker" (Sysadmin), che viene svolto da meno di 100 persone all'anno.
Il Certificato di Congedo di Apprendistato fornisce all'apprendista l'accesso a due diverse carriere professionali. Da un lato, è un prerequisito per l'ammissione all'esame di maestro artigiano e per le prove di qualificazione, e dall'altro dà accesso all'istruzione superiore tramite l'esame TVE o l'esame di ammissione all'istruzione superiore, che sono prerequisiti per accedere studi presso college, università, "Fachhochschulen", corsi post-secondari e istituti post-secondari.
La persona responsabile della supervisione della formazione all'interno dell'azienda si chiama "Lehrherr" o "Ausbilder". Un Ausbilder deve dimostrare di possedere le qualifiche professionali necessarie per istruire un'altra persona, di non avere precedenti penali e di essere una persona altrimenti rispettabile. La legge prevede che "chi vuole formare un giovane apprendista deve dimostrare di possedere uno stile di vita etico e le qualità civiche del buon cittadino".

### Canada

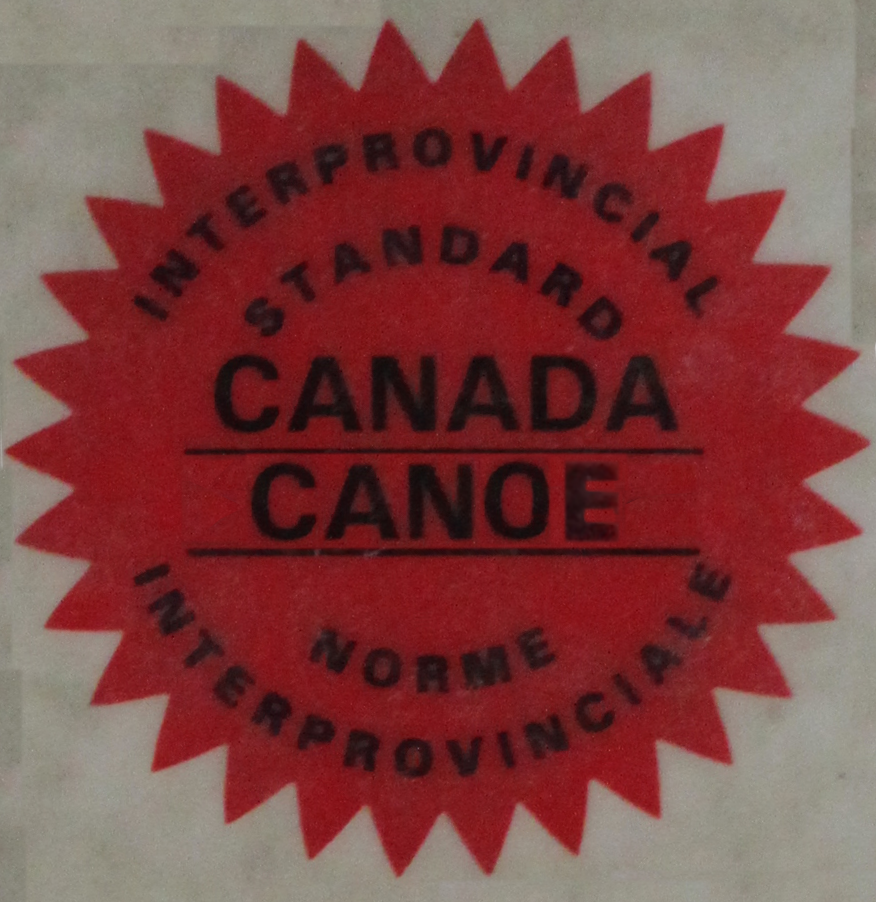
Certificazione canadese interprovinciale "Red Seal" (il numero di licenza è stato sostituito con la parola "CANOE").

In Canada, gli apprendistati tendono ad essere formalizzati per le attività artigianali e le qualifiche di livello tecnico. Al termine dell'esame provinciale, possono sostenere l'esame Provinciale Standard. La Columbia Britannica è una provincia che utilizza questi esami come esame provinciale. Ciò significa che una qualifica per la provincia soddisferà l'intero Paese. Le domande dell'esame interprovinciale sono concordate da tutte le province dell'epoca. A quel tempo c'erano solo quattro province, Nuova Scozia, Nuovo Brunswick, Alto Canada (ora Ontario) e Basso Canada (ora Quebec).
In Canada, ogni provincia ha il proprio programma di apprendistato, che può essere l’unica via per accedere a posti di lavoro nell’ambito del "commercio obbligatorio" ("compulsory trade", ossia un commercio specializzato che richiede la certificazione del governo per coloro che sono impegnati in quelle attività).
Organizzazioni come il Canadian Council of Directors of Apprenticeship e l'Employment and Social Development Canada aiutano a supervisionare i programmi.

### Repubblica Ceca

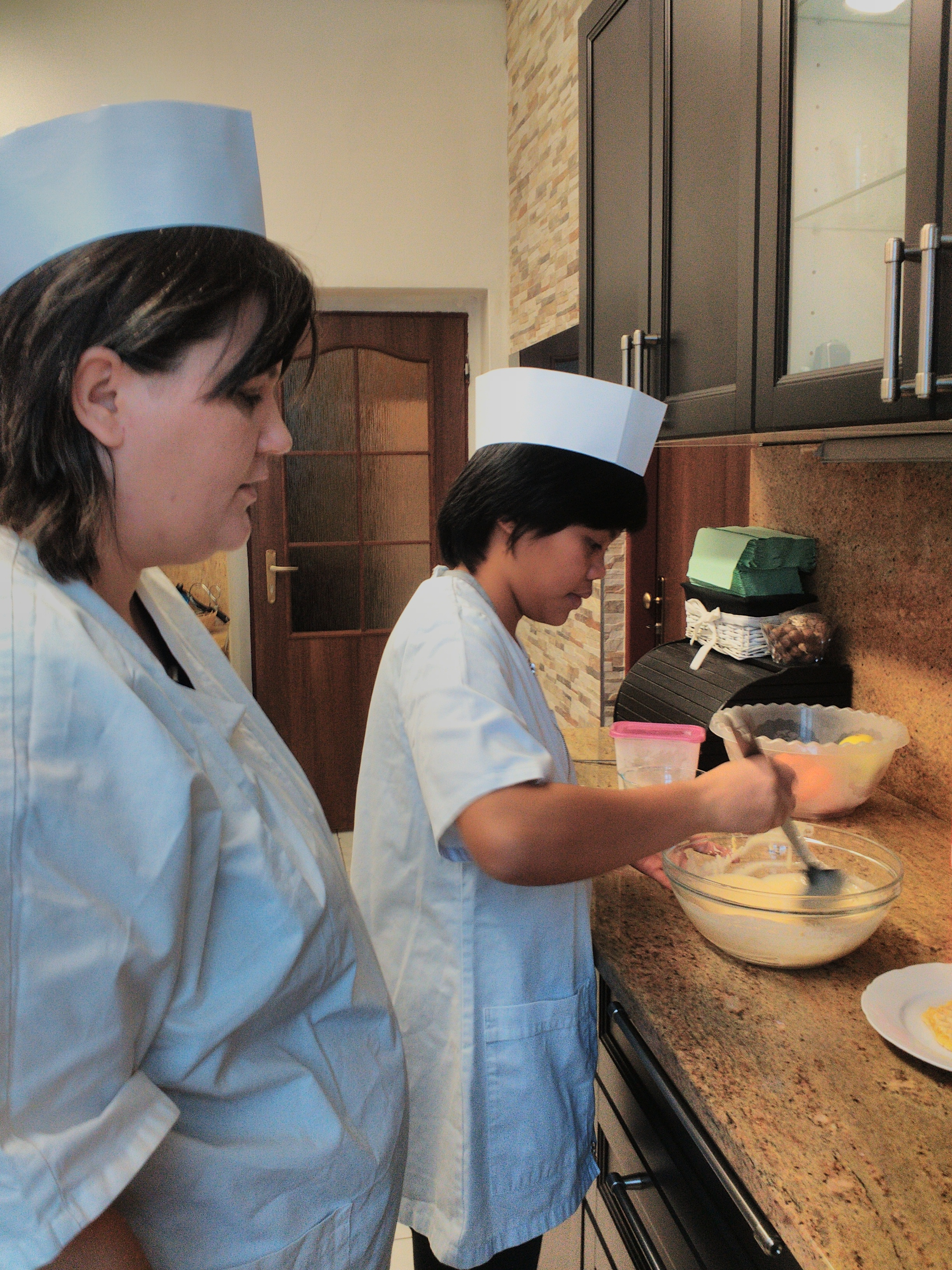
Cuoca con la sua apprendista, scuola professionale Euroinstitut, Repubblica Ceca.

Nella Repubblica ceca, il termine "scuola professionale" (učiliště) può riferirsi ai due, tre o quattro anni di istruzione pratica secondaria. La formazione in apprendistato è attuata ai sensi della legge sull'istruzione (školský zákon). Gli apprendisti trascorrono circa il 30–60% del loro tempo nelle aziende (sociální partneři školy) e il resto nell'istruzione formale. A seconda della professione, possono lavorare due o tre giorni alla settimana in azienda e poi trascorrere due o tre giorni in una scuola professionale.

### Francia
In Francia tra il IX e il XIII secolo si svilupparono anche gli apprendistati, con corporazioni strutturate attorno ad apprendisti, garzoni e maestri artigiani, continuando così fino al 1791, quando le corporazioni furono soppresse.
Le prime leggi sull'apprendistato furono approvate nel 1851. Dal 1919 i giovani dovevano frequentare 150 ore di lezioni teoriche e generali all'anno nella loro materia. Questa durata minima di formazione è salita a 360 ore annue nel 1961, poi a 400 nel 1986.
I primi centri di formazione per apprendisti (centres de formation d'apprentis, CFA) apparvero nel 1961 e nel 1971 l'apprendistato fu legalmente integrato nella formazione professionale. Nel 1986 il limite di età per iniziare un apprendistato è stato innalzato da 20 a 25 anni. Dal 1987 il ventaglio delle qualifiche conseguibili attraverso un apprendistato è stato ampliato includendo il brevet professionnel (certificato di attitudine professionale), il bac professionnel (diploma di maturità professionale), il brevet de technicien supérieur (certificato di tecnico avanzato), diplomi di ingegneria, master e altro ancora.
Il 18 gennaio 2005, il presidente Jacques Chirac ha annunciato l'introduzione di una legge su un programma di coesione sociale che comprende i tre pilastri: occupazione, alloggio e pari opportunità. Il governo francese si è impegnato a sviluppare ulteriormente l'apprendistato come percorso verso il successo scolastico e lavorativo, sulla base del suo successo: nel 2005, l'80% dei giovani francesi che avevano completato un apprendistato sono entrati nel mondo del lavoro. In Francia, il termine apprendistato designa spesso il lavoro manuale ma comprende anche altri lavori come segretario, direttore, ingegnere, commesso. Il piano mirava ad aumentare il numero di apprendisti da 365.000 nel 2005 a 500.000 nel 2009. Per raggiungere questo obiettivo, il governo concede ad esempio sgravi fiscali alle aziende che assumono apprendisti. (Dal 1925 viene riscossa una tassa per pagare gli apprendistati.) Il ministro responsabile della campagna, Jean-Louis Borloo, sperava anche di migliorare l'immagine degli apprendistati con una campagna di informazione, poiché spesso sono collegati al fallimento scolastico. e la capacità di cogliere solo abilità pratiche e non teoria. Dopo i disordini civili della fine del 2005, il governo, guidato dal primo ministro Dominique de Villepin, ha annunciato una nuova legge. Denominata "legge sulle pari opportunità", ha creato il contrat première embauche e l'apprendistato manuale già a 14 anni. A partire da questa età gli studenti possono abbandonare la scuola dell'obbligo per apprendere rapidamente una professione. Questa misura è stata a lungo una politica dei partiti politici francesi conservatori, ed è stata accolta con una dura opposizione da parte dei sindacati e degli studenti.

### Germania

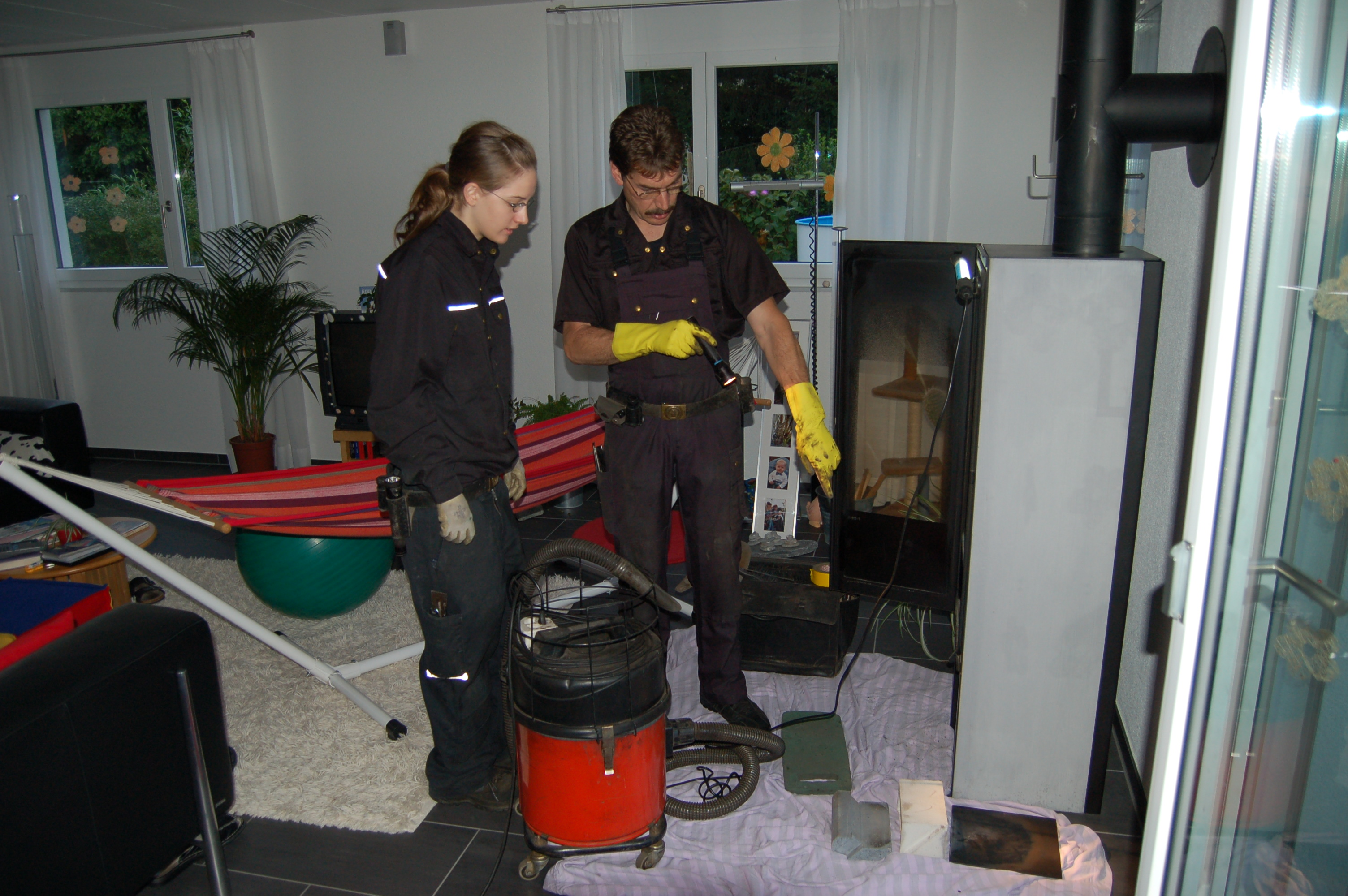
Maestro spazzacamino e apprendista nel 2008.

Gli apprendistati fanno parte del sistema educativo duale tedesco. La Berufsakademie è un sistema duale per ottenere il diploma di laurea e il Gesellenbrief. Nella tecnologia di saldatura in Germania non è consentito lavorare senza un certificato di saldatura valido (Schweißerprüfung). Tali attività costituiscono parte integrante della vita lavorativa di molte persone. Trovare un buon impiego senza aver completato un apprendistato è quasi impossibile. Per la Technikerschule, Höhere Fachschule, Betriebsleiterlehrgang e Seefahrt come tecnologia alimentare, si consiglia un apprendistato completato e un lavoro. Il titolo è Staatlich geprüfter Techniker (tecnico certificato dallo Stato).

### India
In India, l'Apprentices Act è stato promulgato nel 1961. Regola il programma di formazione degli apprendisti nel settore in modo da conformarsi ai programmi, al periodo di formazione, eccetera stabiliti dal Consiglio centrale per l'apprendistato e da utilizzare pienamente le strutture disponibili nell'industria per impartire formazione pratica al fine di soddisfare le esigenze di manodopera qualificata per l'industria.
La legge sugli apprendisti è stata promulgata nel 1961 ed è stata effettivamente implementata nel 1962. Inizialmente, la legge prevedeva la formazione degli apprendisti commerciali. La legge è stata modificata nel 1973 per includere la formazione di ingegneri laureati e diplomati come apprendisti "laureati" e "tecnici". La legge è stata ulteriormente modificata nel 1986 per includere nella sua competenza la formazione del flusso professionale 10+2 come apprendisti "tecnici (professionali)".

#### Responsabilità dell'attuazione della legge sugli apprendisti
La responsabilità generale spetta alla Direzione generale per l'occupazione e la formazione (DGE&T) presso il Ministero per lo sviluppo delle competenze e l'imprenditorialità dell'Unione.
- Per gli apprendisti commerciali (ITI-Passed/Fresher): DGE&T è anche responsabile dell'attuazione della legge in relazione agli apprendisti commerciali nel governo centrale. Imprese e dipartimenti. Ciò avviene attraverso sei direzioni regionali per la formazione in apprendistato situate a Calcutta, Mumbai, Chennai, Hyderabad, Kanpur e Faridabad. Mentre i consulenti statali per l'apprendistato sono responsabili dell'attuazione della legge rispetto agli apprendisti commerciali nelle imprese/dipartimenti del governo statale e negli istituti privati.
- Per gli apprendisti laureati, tecnici (titolari di diploma politecnico) e tecnici (con abilitazione professionale HS): il Dipartimento dell'Istruzione del Ministero per lo sviluppo delle risorse umane è responsabile dell'implementazione dei quattro comitati di formazione in apprendistato situati a Chennai, Kanpur, Calcutta e Mumbai[46].

### Irlanda
In Irlanda gli apprendistati sono suddivisi in due categorie principali: "craft" e "new". I principali mestieri e professioni artigianali sono stati designati dalla SOLAS e rientrano nell'ambito del sistema di apprendistato statutario, organizzato dalla SOLAS in collaborazione con il Dipartimento dell'Istruzione, i datori di lavoro e i sindacati. È inoltre operativo un Consiglio per l'apprendistato. Un apprendistato fornisce formazione sul posto di lavoro presso un datore di lavoro. Di solito si alterna tra la formazione fuori dal lavoro in un centro educativo e la formazione sul posto di lavoro presso il luogo di lavoro del datore di lavoro. Un apprendistato dura generalmente 4 anni, durante i quali sono previsti 3 diversi periodi di formazione off-the-job. Questa fase di formazione si svolge presso un centro di formazione dell'Education and Training Board (ETB), mentre le successive fasi di formazione off-the-job si svolgono presso un istituto di tecnologia. Dopo valutazioni continue attraverso test delle competenze sul posto di lavoro nonché valutazioni ed esami modulari fuori dal lavoro, se superati con successo all'apprendista viene rilasciato un certificato avanzato in artigianato (livello 6 del quadro nazionale delle qualifiche).
Dal 2016 sono stati introdotti nuovi apprendistati in altri settori industriali che possono portare a un riconoscimento compreso tra i livelli 5 e 10 del quadro nazionale delle qualifiche. Ogni programma di apprendistato dura dai 2 ai 4 anni. Gruppi guidati dall’industria che lavorano con fornitori di istruzione e formazione e altri partner, supervisionano lo sviluppo e l’implementazione di nuovi apprendistati. I nuovi apprendistati nei settori ICT, finanza e ospitalità includono sviluppo di software, tecnico contabile e commis chef (uno chef di base che lavora sotto uno chef de partie, ossia la figura che dirige un gruppo di cuochi specializzati, per apprendere il lavoro).

### Liberia
In Liberia, gli apprendistati sartoriali coinvolgono sarti più qualificati per apprendere il mestiere e le competenze che possono essere insegnate in contesti scolastici più tradizionali. Imparano dai maestri sarti, che danno agli apprendisti un lavoro promesso una volta completata la formazione. Gli apprendisti devono avere una conoscenza di modelli, misurazioni e altre abilità matematiche. Dimostrano la piena padronanza del concetto prima di passare al capo di abbigliamento successivo. Invece di test formali per la valutazione, gli articoli di abbigliamento devono soddisfare gli standard di qualità prima di poter essere venduti e prima che l'apprendista possa iniziare un nuovo design.

### Nigeria
Il sistema di apprendistato Igbo è un quadro di accordi formali e informali tra le parti che, in ultima analisi, facilitano la crescita delle comunità imprenditoriali all'interno degli Igbo. È un modello economico ampiamente praticato dagli Igbo e ha avuto origine nella Nigeria sudorientale. I suoi scopi erano e rimangono tuttora quelli di stimolare la crescita economica, la stabilità e il sostentamento sostenibile finanziando e investendo nelle risorse umane attraverso la formazione professionale.

### Pakistan
In Pakistan, la formazione in apprendistato è implementata ai sensi dell'ordinanza nazionale sull'apprendistato del 1962 e delle norme sull'apprendistato del 1966. Regola i programmi di apprendistato nell'industria e un istituto TVET per le istruzioni teoriche. È obbligatorio per l'industria che ha cinquanta o più lavoratori in un settore di apprendistato svolgere formazione di apprendistato nel settore. L’intero costo della formazione è a carico dell’industria, compresi gli stipendi degli apprendisti. I governi provinciali attraverso le autorità di istruzione tecnica e formazione professionale (Punjab TEVTA, Sindh TEVTA, KP TEVTA, Balochistan TEVTA e AJK TEVTA) applicano l'attuazione dell'apprendistato.
Il periodo di formazione varia a seconda delle diverse attività e va da 1 a 4 anni. Nel 2015, più di 30.000 apprendisti vengono formati in 2.751 industrie in 276 mestieri in tutto il Pakistan. Questa cifra costituisce meno del 10% della formazione professionale istituzionale, ovvero più di 350mila unità all'anno.
Recentemente, il governo del Pakistan attraverso la Commissione nazionale per la formazione professionale e tecnica (NAVTTC) ha avviato la riforma del sistema di apprendistato esistente. I punti salienti del moderno sistema di apprendistato sono:
– Inclusione dei servizi, dell’agricoltura e del settore minerario – Condivisione dei costi da parte dell’industria e del governo – Regolamentazione e formalizzazione dell’apprendistato informale – Qualifiche di apprendistato tradizionali con il quadro nazionale delle qualifiche professionali (Pakistan NVQF) – Maggiore partecipazione delle donne – Rimborso dei costi di formazione (per le industrie che formano di più apprendisti rispetto a quanto richiesto) – Valutazione e certificazione degli apprendisti congiuntamente da parte dell'industria – Camera di commercio e dell'industria – Governo – Comitato di gestione dell'apprendistato (con una rappresentanza del 40% di datori di lavoro, 20% di lavoratori e 40% di funzionari governativi)

### Svizzera
In Svizzera, dopo la fine della scuola dell'obbligo, due terzi dei giovani seguono una formazione professionale. Il 90% di loro frequenta il sistema di istruzione duale.
La Svizzera ha un apprendistato simile a Germania e Austria. Il sistema educativo è ternar, che è fondamentalmente un sistema educativo duale con corsi pratici obbligatori. La durata di un apprendistato può essere di 2, 3 o 4 anni.

#### Lunghezza
Gli apprendistati della durata di 2 anni sono destinati a persone con risultati scolastici più bassi. Il certificato rilasciato dopo aver completato con successo un apprendistato di 2 anni si chiama "Attestation deformation professionnelle" (AFP) in francese, "Eidgenössisches Berufsattest" (EBA) in tedesco e "Certificato federale di formazione pratica" (CFP) in italiano o “Attestato di qualifica professionale”.
Gli apprendistati della durata di 3 o 4 anni sono i più comuni. Il certificato rilasciato dopo aver completato con successo un apprendistato di 3 o 4 anni si chiama "Certificat Fédérale de Capacité" (CFC) in francese, "Eidgenössisches Fähigkeitszeugnis" (EFZ) in tedesco e "Attestato federale di capacità" (AFC) in italiano. Potrebbe essere tradotto come "Certificato federale di competenza".
Alcuni mestieri, come l'elettricista, vengono formati per una durata di 3 e 4 anni. In questo caso, un elettricista con 4 anni di apprendistato acquisisce una maggiore preparazione teorica rispetto a uno con 3 anni di apprendistato. Alcune lingue danno nomi diversi per un mestiere a seconda della durata dell'apprendistato; questo può andare perso nella traduzione.
Ciascuno degli oltre 300 profili professionali definiti a livello nazionale ha condizioni quadro definite come durata dell'istruzione, obiettivi di apprendimento teorici e pratici e condizioni di certificazione.

#### Età degli apprendisti
Solitamente l'apprendistato inizia all'età di 15 o 18 anni, dopo aver terminato l'istruzione generale. Alcuni apprendisti hanno un'età consigliata o richiesta di 18 anni. Formalmente non esiste un'età massima, tuttavia, per le persone sopra i 21 anni è difficile trovare un'azienda perché le aziende preferiscono età più giovani a causa del minor costo del lavoro.

### Turchia
In Turchia, l’apprendistato fa parte della cultura della piccola impresa da secoli fin dai tempi dei turchi selgiuchidi che rivendicarono l’Anatolia come loro patria nell’XI secolo.
Ci sono tre livelli di apprendistato. Il primo livello è quello dell'apprendista, cioè il "çırak" in turco. Il secondo livello è il pre-master, chiamato "kalfa" in turco. Il livello di padronanza è chiamato "usta" ed è il livello più alto di conseguimento. Un "usta" può accogliere e accettare nuovi "cirak" per addestrarli e allevarli. Il processo di formazione di solito inizia quando il bambino ha 10-11 anni e diventa un maestro adulto all'età di 20-25 anni. Molti anni di duro lavoro e disciplina sotto l'autorità del maestro sono la chiave del processo di istruzione e apprendimento del giovane apprendista.
In Turchia oggi ci sono molte scuole professionali che formano i bambini affinché acquisiscano competenze per apprendere una nuova professione. Lo studente dopo la laurea cerca lavoro presso il mercato locale più vicino, solitamente sotto l'autorità di un maestro.

### Regno Unito
Gli apprendistati nel Regno Unito vengono devoluti. Ha una lunga tradizione nel Regno Unito, risalente al XII secolo circa. L'apprendistato fiorì nel XIV secolo e fu ampliato durante la rivoluzione industriale. Nei tempi moderni, gli apprendistati sono stati formalizzati nel 1964 con un atto del parlamento e continuano ad essere ampiamente utilizzati in tutte e quattro le nazioni, con centinaia di apprendistati tra cui scegliere.

### Stati Uniti
I programmi di apprendistato negli Stati Uniti sono regolati dallo Smith-Hughes Act (1917), dal National Industrial Recovery Act (1933) e dal National Apprenticeship Act, noto anche come "Fitzgerald Act".
Il numero di apprendisti americani è aumentato da 375.000 nel 2014 a 500.000 nel 2016, mentre il governo federale intende arrivare a 750.000 entro il 2019, in particolare espandendo il modello di apprendistato per includere occupazioni dei colletti bianchi come l'informatica.

## Concetti analoghi nelle università e sviluppo professionale
Il concetto moderno di stage è simile a un apprendistato ma non così rigoroso. Le università utilizzano ancora programmi di apprendistato nella produzione di studiosi: i laureati vengono promossi a master e poi producono una tesi sotto la supervisione di un supervisore prima che l'organo societario dell'università riconosca il raggiungimento dello standard di dottorato. IN "Wealth of Nations" Adam Smith afferma che:
Sette anni sembrano essere stati anticamente, in tutta Europa, il termine abituale stabilito per la durata dell'apprendistato nella maggior parte dei mestieri incorporati. Tutte queste incorporazioni erano anticamente chiamate università, che in effetti è il nome latino appropriato per qualsiasi incorporazione. L'università dei fabbri, l'università dei sarti, ecc., sono espressioni che comunemente incontriamo negli antichi statuti delle città antiche [...] Poiché aver lavorato sette anni sotto un maestro adeguatamente qualificato era necessario per autorizzare qualsiasi persona che diventi maestro e si faccia apprendista in un mestiere comune; quindi aver studiato sette anni sotto un maestro adeguatamente qualificato era necessario per dargli il diritto di diventare maestro, insegnante o dottore (parole anticamente sinonimi) nelle arti liberali, e per avere studiosi o apprendisti (parole originariamente sinonimi) per studiare sotto di lui. 
Simili all'apprendistato sono anche le modalità di sviluppo professionale per i neolaureati nelle professioni contabili, ingegneristiche, di consulenza aziendale e giuridiche. Un esempio britannico sono stati i contratti di formazione noti come "'articles of clerkship". La curva di apprendimento nelle moderne società di servizi professionali, come studi legali, di consulenza o di contabilità, assomiglia generalmente al tradizionale modello maestro-apprendista: il nuovo arrivato nello studio viene assegnato a uno o più colleghi più esperti (idealmente partner nello studio) e impara le sue competenze sul lavoro.